# ボリスラフ・ミハイロフ
ボリスラフ・ミハイロフ（Борислав Михайлов、1963年2月12日 - ）は、ブルガリア、ソフィア出身の元同国代表サッカー選手。現役時代のポジションはGK。

## 選手経歴
ブルガリアの首都ソフィアで生まれ、1981年にソフィアを本拠地とするレフスキ・ソフィアへ入団。ブルガリアリーグ、ブルガリアカップをそれぞれ3度制したほか、1986年にはミハイロフはブルガリア人年間最優秀選手にも選ばれた。その後も国内外のいくつかのクラブに所属し、1995年にはシャカ・ヒスロップの後釜としてクラブ史上最高額となる8万ポンドの移籍金でレディングFCに加入した。
ブルガリア代表としては1983年5月4日に行われたキューバ代表戦でデビュー。1990年からの6年間、1994 FIFAワールドカップやUEFA EURO '96などの大会で代表キャプテンを務め、1998年9月5日のアルジェリア代表戦が最後の試合出場となった。代表102キャップは同国の最多出場記録であったが、2011年にスティリアン・ペトロフによって更新された。

## 引退後
2005年からはブルガリアサッカー連合の会長を務め、2011年からはUEFA実行委員会のメンバーとなった。
2019年10月14日、ホームゲームとして行われたUEFA EURO 2020予選のイングランド代表戦において、サポーターによる人種差別事件が発生し、2度に渡り試合が中断された。この事件を受けて首相のボイコ・ボリソフはサポーターの行動を非難するとともに、ミハイロフの即時辞任を勧告すると、翌15日に会長職を辞任した。

## 人物
妻は新体操の選手であったマリア・ペトロバ。息子のニコライ・ミハイロフもサッカー選手であり、イングランドのリヴァプールFCや、オランダのFCトゥウェンテなどに所属している。
選手時代は頭頂部の禿げ上がった頭が特徴だったが、フランス2部リーグのFCミュルーズに所属していた当時、1万ポンド以上を費やして頭髪の植毛を行っている。

## 代表歴

### 出場大会
- ブルガリア代表
  - 1986 FIFAワールドカップ
  - 1994 FIFAワールドカップ
  - 1998 FIFAワールドカップ

### 試合数
- 国際Aマッチ 98試合 0得点（1983年-1998年）[6]

| ブルガリア代表 | 国際Aマッチ | 国際Aマッチ |
| 年             | 出場        | 得点        |
| -------------- | ----------- | ----------- |
| 1983           | 6           | 0           |
| 1984           | 5           | 0           |
| 1985           | 6           | 0           |
| 1986           | 12          | 0           |
| 1987           | 5           | 0           |
| 1988           | 10          | 0           |
| 1989           | 0           | 0           |
| 1990           | 2           | 0           |
| 1991           | 7           | 0           |
| 1992           | 7           | 0           |
| 1993           | 5           | 0           |
| 1994           | 12          | 0           |
| 1995           | 9           | 0           |
| 1996           | 11          | 0           |
| 1997           | 0           | 0           |
| 1998           | 1           | 0           |
| 通算           | 98          | 0           |